# Dolenji Maharovec
Dolenji Maharovec este o localitate din comuna Šentjernej, Slovenia, cu o populație de 109 locuitori.